# Lockheed L-649 Constellation
Dimensions
Le Lockheed L-649 Constellation est la première véritable version civile de la lignée des Lockheed Constellation, le L-049 étant une simple remodélisation du C-69 militaire. Le L-649 était destiné à être la version standard du Constellation, mais le L-749, un dérivé amélioré, est préféré au L-649 par de nombreuses compagnies aériennes. La plupart des quelques L-649 construits sont livrés et utilisés par Eastern Air Lines.

## Historique
Lorsque Curtiss-Wright a sorti une version améliorée du Wright R-3350, Lockheed a commencé à développer une version améliorée du Constellation L-049 devant être propulsé par ce moteur. Le nouveau projet a été désigné L-049-84. En plus du changement de moteur, les structures de l'aile et du fuselage ont été renforcées pour permettre une augmentation de la charge. La cabine a été remaniée et rendu plus luxueuse, intégrant des changements tels que couchettes rétractables, climatisation modernisée et sièges rétractables.
Dix aménagements de cabine différents étaient offerts. En raison du vulume sonore des moteurs R-3350, l'isolation a été augmentée par l'utilisation de plusieurs matériaux, y compris le tissu et la fibre de verre non-inflammable. Le problème de surchauffe qui avait sévi avec les moteurs d'origine avait été éliminée par la nouvelle conception du R-3350 et les réservoirs d'huile déplacés hors des nacelles moteurs. La capacité du réservoir d'huile a également été augmenté de 9 litres. La charge utile a été augmentée de 1 846 livres.
Un compartiment cargo amovible a été conçu pour augmenter la charge utile de l'avion. Appelé "SpeedPak", il devait être utilisé pour des vols courts. Le résultat fut une conception entièrement nouvelle, obligeant Lockheed de requalifier l'avion L-649 en raison des changements importants.
Le premier vol du L-649 a eu lieu le 19 octobre 1946, et il a reçu sa certification en mai 1947. La premier L-649 a été livré à Eastern Air Lines en mai 1947. Eastern avait modifié sa commande initiale de 14 Constellation L-049 en 14 Constellations L-649. Eastern était aussi la seule compagnie aérienne à recevoir le L-649 directement à partir de la ligne de production alors que Trans World Airlines et Air France ont converti leurs commandes de L-649 en version améliorée, le Constellation L-749 Constellation, qui devait être produit aux côtés du L-649. En fait, le L-749 est entré en service un mois avant le L-649 en fait. Un autre incident est survenu lorsque TWA a subi une grève des pilotes, les obligeant à annuler la commande de 8 L-049 et 18 L-649. Seulement 16 avions L-649 d'origine ont été produites. Six autres ont été converties en L-649A et livrés à Chicago and Southern Air Lines. La plupart des L-649 et L-649A allait ensuite être converti en L-749 et L-749A. Lorsque Chicago and Southern a fusionné avec Delta en 1953, plusieurs de ces avions ont été vendus à TWA.